# Volksabstimmungen in der Schweiz 1930
Dieser Artikel bietet eine Übersicht der Volksabstimmungen in der Schweiz im Jahr 1930.
In der Schweiz fand auf Bundesebene eine Volksabstimmung statt, im Rahmen eines Urnengangs am 6. April. Dabei handelte es sich um ein obligatorisches Referendum.

## Abstimmung am 6. April 1930

### Ergebnis
| Nr. | Vorlage                                                                                           | Art | Stimm- berechtigte | Abgegebene Stimmen | Beteiligung | Gültige Stimmen | Ja      | Nein    | Ja-Anteil | Nein-Anteil | Stände | Ergebnis |
| --- | ------------------------------------------------------------------------------------------------- | --- | ------------------ | ------------------ | ----------- | --------------- | ------- | ------- | --------- | ----------- | ------ | -------- |
| 111 | Bundesbeschluss betreffend die Revision der Art. 31 und 32bis der Bundesverfassung (Alkoholwesen) | OR  | 1'093'191          | 827'636            | 75,70 %     | 815'889         | 494'248 | 321'641 | 60,59 %   | 39,42 %     | 17:5   | ja       |

### Neuregelung des Alkoholwesens

Abstimmungsplakat von Emil Cardinaux

Nachdem 1923 der Versuch gescheitert war, neben importierten Branntweinen und einheimischem Kartoffel- und Getreideschnaps auch andere Branntweine zu besteuern, rief der Bundesrat zwei Jahre später Sachverständige zu einer Konferenz zusammen. Anfang 1926 präsentierte er seinen Entwurf für einen neuen Alkoholartikel. Obst-, Wein- und Spezialitätenschnäpse sollten zwar erneut besteuert werden, doch den Bauern sollte es gestattet sein, steuerfrei für den Eigenbedarf zu produzieren. Den Wirten kam er ebenfalls entgegen, indem er den Handel mit Mengen von zwei bis zehn Litern polizeilichen Kontrollen unterstellte. Die gespaltene Abstinenzbewegung lenkte ein, wodurch sie der Zustimmung des Parlaments den Weg ebnete. Alle Parteien und betroffenen Interessengruppen empfahlen die Annahme dieser Kompromissvorlage. Mit der Verfassungsänderung könne der Schnapsverbrauch und die damit verbundenen negativen Folgen eingedämmt werden. Ausserdem würden die zu erwartenden Steuereinnahmen in einen Fonds fliessen, der die zukünftige Alters- und Hinterlassenenversicherung mitfinanzieren werde. Nur die Kommunisten gaben die Nein-Parole heraus, machten sich im Abstimmungskampf sonst aber kaum bemerkbar. Etwas mehr als drei Fünftel der Abstimmenden nahmen die Vorlage an, wobei die Zustimmung in städtischen Gegenden tendenziell höher war als auf dem Land.